# Civium Romanorum
Civium Romanorum (c.R., dosł. Obywateli Rzymskich) – tytuł przyznawany honoris causa niektórym jednostkom wojskowym starożytnego Rzymu.
Tytuł przyznawano niemal wyłącznie jednostkom auxilii, złożonych w większości z peregrini, czyli mieszkańców Cesarstwa Rzymskiego nie posiadających obywatelstwa. Najczęściej przyznawany był jednostce, która odznaczyła się na polu bitwy i której żołnierze w nagrodę otrzymali obywatelstwo. W sumie w czasach pryncypatu ok. 15 procent wszystkich jednostek auxilii uzyskało tytuł civium romanorum. Po upływie 25 lat służby żołnierze-obywatele opuszczali jednostkę, jednak ta zachowywała tytuł jako odznakę honorową, mimo że w jej składzie ponownie nie było obywateli, lub było ich niewielu.
W czasach kryzysu związanego z powstaniem Ilirów w Panonii za panowania Augusta stworzono także kilka jednostek auxilii rekrutujących się spośród obywateli które również otrzymały ten tytuł, jednak można Valerie A. Maxfield przypuszcza, że w ich wypadku była to nazwa opisowa, a nie tytuł honorowy czy forma odznaczenia.
Tytuł tradycyjnie dodawany był do nazwy jednostki, w formie pełnej lub skróconej, często dodawano także przydomek wzorowany na cognomen cesarza, za panowania którego nagroda została przyznana. Przykładowo kohorta cohors I Brittonum, która odznaczyła się w walce podczas wojen dackich za panowania cesarza Trajana (Marcus Ulpius Traianus) była później wielokrotnie wzmiankowana jako cohors I Brittonum Ulpia torquata pia fidelis civium Romanorum.
Inne tytuły przyznawane jednostkom wojskowym (tak całym legionom, jak pojedynczym alom i kohortom) to pia fidelis (najwierniejszy), felix (szczęśliwy), victrix (zwycięski), fortis (silny), vindex (obrońca), invicta (niezwyciężona), firma (silna) i velox (śmigły). Żołnierze auxilii mogli także otrzymać w nagrodę za wierną służbę prawa obywatelskie, czego potwierdzeniem był tzw. dyplom wojskowy.

## Źródła